# Salomon Reisel
Salomon Reisel (* 24. Oktober 1625 in Warmbrunn, Herzogtum Schweidnitz; † 22. November 1701 in Stuttgart) war ein deutscher Mediziner und als Stadtarzt, Hof- und Leibarzt in einer Reihe von Territorien des Deutschen Reichs tätig.

## Leben
Salomon Reisel wurde in Warmbrunn geboren, einem Badeort, in den seine Eltern aus dem benachbarten Hirschberg geflohen waren, weil Hirschberg aufgrund unzureichender hygienischer Bedingungen von Seuchen geplagt wurde. Salomon Reisel wurde von einem evangelischen Pfarrer getauft. Als Taufzeuge fungierte Salomon Opitz, ein Verwandter des renommierten schlesischen Dichters und Sprachtheoretikers Martin Opitz (1597–1639). Salomon Reisel besuchte ab seinem zwölften Lebensjahr das Elisabet-Gymnasium in Breslau. Er fand Aufnahme im Haus des Breslauer Arztes Matruel Balthasar Croner, einem Vetter mütterlicherseits. So kam er mit der Medizin in Kontakt. Am Elisabet-Gymnasium, dem Gymnasium mit der ersten Schulordnung in Breslau, lernte Reisel auch die Arbeiten von Andreas Gryphius (1616–1664) kennen.
Reisel studierte später in den Jahren zwischen 1645 und 1652 Medizin an den Universitäten in Basel und Straßburg. Die in der benachbarten Grafschaft Hanau-Lichtenberg im Elsass regierende Familie der Grafen von Hanau nahm ihn zum Leibarzt, zunächst Graf Johann Reinhard II. von Hanau-Lichtenberg in Buchsweiler. Als dieser 1666 starb, verfasste Reisel eine Trauerschrift. Nach 1666 wechselte Reisel zu dessen älterem Bruder, dem regierenden Grafen Friedrich Casimir, der seit 1642 hauptsächlich in Hanau, der Hauptstadt der von ihm ebenfalls regierten Grafschaft Hanau-Münzenberg residierte. Seit 1668 ist Reisel so in Hanau als Leibarzt dieses Grafen nachgewiesen. 1674 schied Reisel aus hanauischen Diensten aus. Anlass kann der ab 1670 heftige Streit zwischen dem regierenden Grafen, seiner Familie und entsprechenden Parteien am Hof über die Politik und das Finanzgebaren des Grafen gewesen sein.

### Worms und Stuttgart
Reisel wurde nun Stadtarzt in Worms. 1679 wechselte er ein weiteres Mal und wurde Leibarzt von Herzog Eberhard Ludwig von Württemberg. Er zog nach Stuttgart um, wo er mit namhaften Medizinern wie Johann Jakob Wepfer (1620–1659) und Johann Georg Gmelin (1609–1709) zusammen arbeitete. Mit Wepfer zusammen behandelte er im Herbst 1679 einen Patienten mit Harnverhalt, im März 1680 untersuchten beide gemeinsam einen seelisch leidenden Patienten, der nur zwischen zwölf und ein Jahr nachmittags sprach, ansonsten aber verstummt war. Vermutlich haben Wepfer und Reisel auch gemeinsame Obduktionen durchgeführt. Reisel korrespondierte während seiner Stuttgarter Zeit mit dem Heilbronner Stadtarzt und Leopoldina-Mitglied Johann Matthäus Faber (1602–1702), mit dem Eisenacher Stadtarzt Christian Franz Paullini (1643–1712), dem Tübinger Theologen Gottfried Adam Meurer, sowie den Professoren Johann Valentin Scheid in Straßburg (1651–1731), Johann Caspar Bauhin (1606–1685) in Basel und Athanasius Kircher (1601–1680) in Rom. Reisel verstarb in Stuttgart.

## Wissenschaftliche Leistung
Reisel war wissenschaftlich ein bedeutender Mediziner der Zeit. Er veröffentlichte zahlreiche Aufsätze, meist zu medizinischen Themen, aber auch zu Zoologie, Botanik und Physik. Allein 103 Aufsätze erschienen in der Zeitschrift Miscellanea Curiosa medico-physica Academia Naturae Curiosorum sive Epheremidum medico-physicarum Germanicarum curiosarum, die von der 1652 in Schweinfurt gegründeten Academia Naturae Curiosorum (heute: Deutsche Akademie der Naturforscher Leopoldina) herausgegeben wurde. Am 24. Mai 1674 wurde Reisel mit dem Beinamen Amphion zum Mitglied (Matrikel-Nr. 52) der Akademie gewählt. Anlass war ein von ihm geschaffenes Modell des menschlichen Körpers, in dem der Blut- und Säfte-Kreislauf durch Flüssigkeiten nachgebildet und nachgeahmt werden konnte, die statua humana circulatoria. Reisel, ein früher Anhänger William Harveys, entwickelte dieses Modell aus dem Prinzip des Siphons (Hebers). Dieses Modell beeindruckte auch den italienischen Anatomen und Entdecker der Lungenkapillaren Marcello Malpighi (1682–1694). Er äußerte sich positiv über Reisels Verständnis für mechanische Vorgänge.
Über die „Leopoldina“ gelang es Reisel, auch mit der englischen  „Royal Society“ in London Kontakt aufzunehmen. Wilhelm Schröder, ein Mitglied der „Royal Society“, besuchte Hanau im September 1672 und übergab Reisel einen Brief Henry Oldenburgs, einem der beiden Herausgeber der Periodika der „Royal Society“, zur Weiterleitung an die Herausgeber der Ephemeriden in Breslau, Heinrich Vollgnad und Johannes Jänisch. Auch Reisel selbst korrespondierte mit Vollgnad und Jänisch.

### Korrespondenz
Die zahlreiche Korrespondenz von Salomon Reisel befindet sich zum größten Teil in der Briefsammlung Christoph Jacob Trew der Erlanger Universitätsbibliothek.

## Werke
- Schwanen-Gesang weiland des hochgebornen Grafen und Herren / Herren Johann Reinharden Grafen zu Hanau / Rhineck und Zweybrücken / Herren zu Münzenberg / Lichtenberg und Ochsenhausen / etc. hochseeligen Andenckens seines gnädigen Grafen und Herren zu unterthanigen Ehren nachgesungen von Salomon Reisel der Arzney Doct. Hochgräfl. Hanauischen Leib-Arzt zu Buchsweiler. Straßburg 1666. [Trauerschrift aus Anlass des Todes von Graf Johann Reinhard II. von Hanau-Lichtenberg]